# Франні Черна
Франні Черна (чеськ. Franny Černá; нар. 22 липня 1997, Берклі, Каліфорнія, США) — чеська футболістка, нападниця празької «Славії» та національної збірної Чехії.

## Ранні роки
Народилася в родині етнічних чехів у місті Берклі, штат Каліфорнія. Її батьки емігрували до США з Чехословаччини напередодні Оксамитової революції.
Черна навчалася в Університеті ДеПола з Чикаго, штат Іллінойс, де грала за «ДеПол Блу Дімонс» з 2015 по 2018 рік. Вона забила 33 м'ячі та віддала 16 результативних передач у 77 матчах протягом кар'єри в коледжі.

## Клубна кар'єра
19 лютого 2019 року підписала контракт з клубом чеського Першого дивізіону «Славія» (Прага). На прпофесіональному рівні дебютувала 20 березня 2019 року в нічийному (1:1) поєдинку проти мюнхенської «Баварії». Першим голом за празьким клубом відзначилася 30 березня 2020 року, відзначився 4-ма голами в переможному (11:0) поєдинку проти над «Локомотивом Брно» (Горні Гершпіце).

## Кар'єра в збірній
Виступала за жіночу молодіжну збірну Чехії (WU-19). Зіграла декілька матчів за команду у кваліфікації дівочого чемпіонату Європи (WU-19) 2014 року та  чемпіонату Європи (WU-19) 2015 року.
У футболці національної збірної Чехії дебютувала 5 березня 2020 року в нічийному (1:1) поєдинку проти Фінляндії.

## Статистика виступів

### Клубна
Станом на 16 грудня 2020
| Клуб              | Сезон             | Ліга                  | Ліга  | Ліга | Кубок | Кубок | Континентальні | Континентальні | Інші  | Інші | Загалом | Загалом |
| Клуб              | Сезон             | Дивізіон              | Матчі | Голи | Матчі | Голи  | Матчі          | Голи           | Матчі | Голи | Матчі   | Голи    |
| ----------------- | ----------------- | --------------------- | ----- | ---- | ----- | ----- | -------------- | -------------- | ----- | ---- | ------- | ------- |
| «Славія» (Прага)  | 2018–19           | Перший дивізіон Чехії | 3     | 2    | 1     | 4     | 2              | 0              | 4     | 1    | 10      | 7       |
| «Славія» (Прага)  | 2019–20           | Перший дивізіон Чехії | 13    | 4    | 2     | 5     | 3              | 0              | —     | —    | 18      | 9       |
| «Славія» (Прага)  | 2020–21           | Перший дивізіон Чехії | 6     | 1    | 0     | 0     | 2              | 0              | —     | —    | 8       | 1       |
| Усього за кар'єру | Усього за кар'єру | Усього за кар'єру     | 22    | 7    | 3     | 9     | 7              | 0              | 4     | 1    | 36      | 17      |

1. ↑  Матч(і) в плей-оф чемпіонату.

### У збірній
Станом на 24 лютого 2022
| Національна збірна | Рік     | Матчі | Голи |
| ------------------ | ------- | ----- | ---- |
| Чехії              | 2020    | 4     | 0    |
| Чехії              | 2021    | 6     | 0    |
| Чехії              | 2022    | 3     | 0    |
| Загалом            | Загалом | 13    | 0    |